# Rhiodenticulatus
Rhiodenticulatus es un género extinto de Captorinid Permiano temprano conocido del condado de Río Arriba , Nuevo México de los Estados Unidos.

## Descripción
Rhiodenticulatus se conoce a partir del holotipo UCMP 35757, elementos craneales y postcraneales conservados tridimensionalmente , y de los especímenes referidos, que proceden de un segundo individuo, UCMP 40209 y UCMP 40210. Todos los especímenes se recogieron en la Cantera de Campo (UCMP V -2814 localidad), de la Formación Cutler de Nuevo México, que data de la etapa Sakmariana de la Serie Cisuraliana temprana.  

## Etimología
Primero fue nombrado por David S. Berman y Roberto R. Reisz en 1986 y la especie del tipo es Rhiodenticulatus heatoni. El nombre genérico se deriva del griego , que significa "nariz con dientes pequeños". El nombre específico honra al paleontólogo Malcolm J. Heaton.
- Datos: Q7320691